# 尼克尔
尼克尔（羅馬化：Nikelʹ）是俄罗斯摩尔曼斯克州的市级镇，属佩琴加区，地处摩尔曼斯克州西北边境，位于科洛斯约基河（Колосйоки）畔，西临库埃茨耶尔维湖（Куэтсъярви），在区行政中心佩琴加西南、州府摩尔曼斯克西北方，距俄罗斯与挪威国界约7公里。
镇名在俄语中意为“镍”。该地2021年人口有10,763人；2010年人口12,756；2002年人口16,534；1989年人口21,838。